# Frans Ludvig Schauman

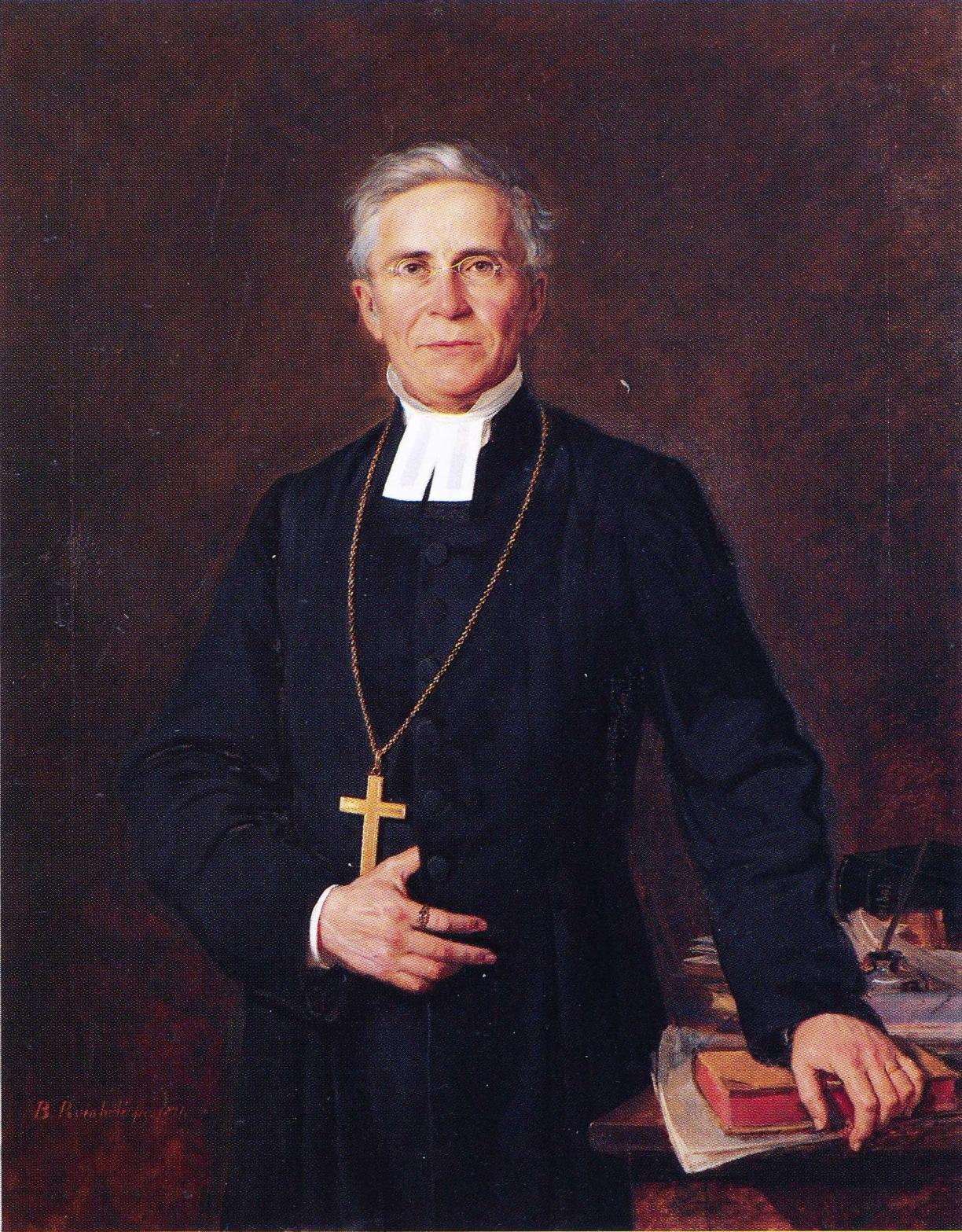
Frans Ludvig Schauman

Frans Ludvig Schauman, född den 24 september 1810 i S:t Marie socken vid Åbo, död den 28 juni 1877 i Borgå, var en finländsk teolog, och lantdagsman, samt medlem av den adliga familjen Schauman. Han var även sonsons sonson till Henrik Johan Schauman, bror till Berndt Otto och August Schauman samt far till Fridolf Schauman.
Schauman blev student 1827, filosofie kandidat 1831, filosofie magister 1832, teologie kandidat 1834, teologie licentiat 1836, teologie adjunkt 1838 och teologie doktor 1840. Efter utgivandet av avhandlingen De constitutione regiminis ecclesiastici, singulari Fennice ratione habita var han 1847–1865 professor i praktisk teologi, varjämte han 1853–1865 var teologiska fakultetens dekanus. 
Utom smärre uppsatser publicerade Schauman Handbok i Finlands kyrkorätt (I, 1853) samt redigerade "Tidskrift för finska kyrkan" (1858–1859). Men tillika togs hans förmåga i anspråk för praktiska värv. Han kallades till ledamot i kyrkolagskommittén 1852 och i kommittéerna för läroverkens omorganisation (1855), för reglering av kommunalförvaltningen i landet (1859) och för granskningen av förslaget för folkskoleväsendet i landet (1861–1862). 
Utsedd att den 20 september 1856 tala vid en universitetsfest med anledning av Alexander II:s kröning, tolkade Schauman de förhoppningar om raskt framåtskridande i olika riktningar, som vid denna tid vaknat hos Finlands allmänhet, i ord, som i landet mottogs med det livligaste bifall. Främst yrkade han på lantdagens sammankallande. 
Schauman var därefter en av de främsta bland dem, som arbetade på det konstitutionella statsskickets återupprättande i Finland. Han valdes till medlem av det så kallade Januariutskottet 1862 och till representant i prästeståndet vid lantdagen 1863–1864. År 1865 blev han biskop i Borgå och var därigenom självskriven representant vid lantdagarna 1867 och 1872. 
Såväl genom vältalighet som genom insikter i stats- och kyrkorättsliga frågor utövade han mäktigt inflytande i sitt stånd. Strängt fasthållande kyrkans lära, var han dock tolerant mot främmande trosbekännare och varmt hängiven religionsfrihetens grundsats. Från denna ståndpunkt arbetade han för ny kyrkolag för Finland och för skolans skiljande från kyrkan. 
Ett av honom som medlem i kyrkolagskommittén utarbetat Förslag till kyrkolag för storfurstendömet Finland (1863) låg till grund för 1869 års kyrkolag, även om hans frisinnade synpunkter inte i allt blev genomförda. I tidningar publicerade Schauman uppsatser i statsrättsliga och politiska frågor, vilka han jämte flera av sina tal utgav under titeln Tal och uppsatser rörande statsrättsliga förhållanden i Finland (1876).
Som biskop i Borgå stift verkade Schauman nitiskt för allvar och plikttrohet bland stiftets prästerskap. Han fortsatte där sina teologiska arbeten, vilkas frukter framträdde i "Sanningsvittnet. Theologisk och kyrklig månadsskrift" (1869–1873) och i ett ofullbordat arbete över Praktiska theologin (1874–1877).

## Utmärkelser
- Sankt Annas orden, tredje klass,  15 mars 1854[2]
- Sankt Stanislausorden, andra klassen,  7 september 1856[2]
- Sankt Stanislausorden, andra klassen med kejsarkrona,  20 september 1859[2]
- Sankt Annas orden, andra klass,  29 april 1863[2]
- Sankt Vladimirs orden, tredje klass,  april 1867[2]
- Sankt Stanislausorden, första klassen,  18 juli 1870[2]

[Redigera Wikidata]